# Miniatură

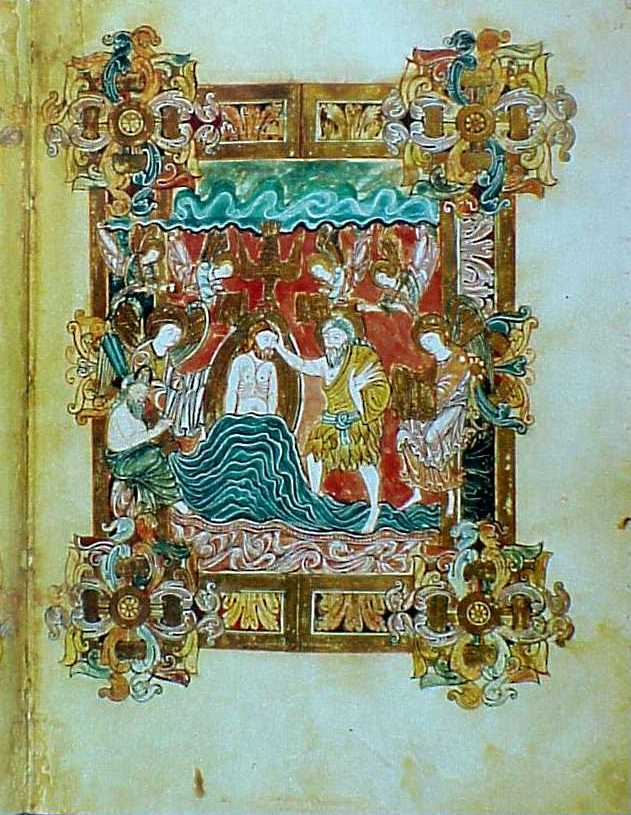
Botezul lui Hristos,
miniatură din secolul al X-lea,
școala anglo-saxonă

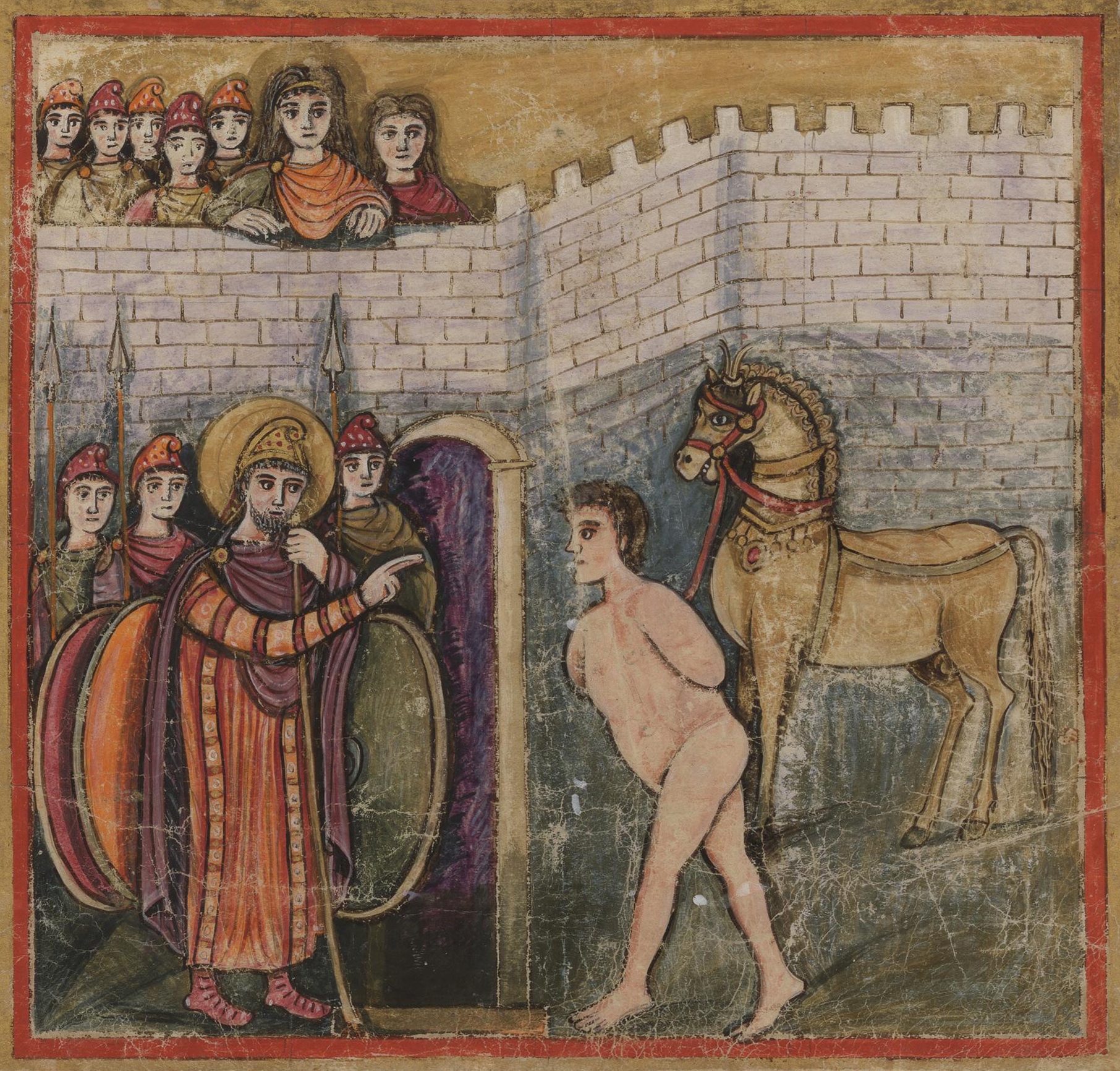
Calul troian,
manuscris al Eneidei lui Vergiulus, secolul al VI-lea

O miniatură (din  latinescul minium, însemnând "plumb roșu", care era utilizat drept pigment pentru vopseaua folosită în procesul de realizare al picturilor) este o pictură sau un desen, executat manual, care decorează manuscrisele antice și medievale, precum și o literă ornată care împodobește titlul sau începuturile capitolelor în vechile manuscrise sau în incunabule.
Aceste motive ornamentale sau compoziții figurative erau realizate în culori de apă, pulbere de aur etc. și se caracterizează prin compoziții cu caracter solemn, de o sinteză rece, prin tratarea figurilor după un canon antic, plin de măreție.
Unele miniaturi sunt izvoare istorice, prezentând portrete ale unor personalități. Astfel, Tetraevanghelul realizat în anul 1473 de către călugărul Nicodim pentru Mănăstirea Humor, din porunca lui Ștefan cel Mare, este dintâi mare capodoperă din Moldova, în care se află și o miniatură cu cel mai bun portret al domnitorului.
Capete încoronate și mari nobili cheltuiau sume foarte mari ca să comande cărți de rugăciuni cu miniaturi (așa numitele anluminuri), nu atât din dragoste față de cărțile frumoase, cât din dorința de a etala un anumit fast și de a-și demonstra pietatea, mai mult sau mai puțin sinceră.
Ramura științifică care se ocupă de studiul miniaturilor se numește miniaturistică.